# Jagoda Szmytka
Jagoda Marta Szmytka (ur. 15 stycznia 1982 w Legnicy) – polska kompozytorka i artystka multimedialna.
Założycielka i liderka platformy społeczno-kulturowej PLAY oraz wokalistka i autorka tekstów w artpopowym zespole Collecthief ENTER. Laureatka licznych nagród i stypendiów, m.in. Deutschen Musikautorenpreis w kategorii młodych autorów.

## Życiorys
Szmytkę od zawsze interesowało wiele dziedzin sztuki – jako nastolatka uczęszczała ona zarówno na zajęcia plastyczne, jak i do szkoły muzycznej, brała też udział w organizacji przedstawień teatralnych.
Jest absolwentką Uniwersytetu Wrocławskiego, na którym w latach 1999-2005 studiowała filozofię i historię sztuki, a także Akademii Muzycznej im. Karola Lipińskiego w klasie teorii muzyki i kompozycji w klasie Krystiana Kiełba i Cezarego Duchnowskiego. W 2010 roku kompozytorka przeprowadziła się do Niemiec, gdzie odbyła studia podyplomowe w Karlsruhe (u Wolfganga Rihma) i we Frankfurcie nad Menem, uczyła się również w austriackim Grazu. Uczestniczyła ponadto w szeregu mistrzowskich kursów kompozytorskich.
Zamieszkała w Karslruhe.
Od 2021 pracuje nad rozprawą doktorską na temat parametrów i kontrapunktu w kompozycji rozszerzonej.

## Twórczość
Komponuje od 2007. Wczesna twórczość Szmytki obejmuje głównie utwory kameralne, które obok rozszerzonych technik kompozytorskich wykorzystują między innymi preparację, amplifikację, a także sferę rytualną i gestyczną. Obecnie jej utwory charakteryzuje wysoki synkretyzm sztuk, wielokrotnie mają też one charakter performatywny, wymagając zaangażowania publiczności w wykonanie dzieła. Jej utwory zamawiane są przez instytucje i festiwale, jak np. Teatr Wielki Opera Narodowa, Warszawska Jesień, Musica Polonica Nova, Musica Electronica Nova, Sacrum Profanum.
Główny przedmiot zainteresowań kompozytorki stanowi złożoność egzystencji współczesnego człowieka i jego tożsamość w dobie popkultury, mediów i migracji.
W 2015 nakładem wytwórni WERGO ukazała się debiutancka monograficzna płyta artystki – Bloody cherries.
W 2016 Szmytka otrzymała German Music Authors’ Prize.